# Mauringuen
Mauringuen es un barrio rural del municipio filipino de cuarta categoría de Araceli perteneciente a la provincia  de Paragua en Mimaro,  Región IV-B.
En 2007 Mauringuen contaba con 807 residentes.

## Geografía
El municipio insular de Araceli se encuentra situado en isla de Dumarán,  ocupando la parte nordeste de la isla, separado por el canal de Dumarán de la isla de  La Paragua, considerada continental.
Linda al norte con la bahía de Bentouán;  al sur y oeste con el municipio de Dumarán; y al este con Mar de Joló frente a las islas de Dalanganem.
Este barrio se sitúa al oeste del municipio.
Su término linda al norte con el mar de Joló, bahía de Taloto, frente a la isla de Cactucao;
al sur con el municipio vecino de Dumarán, barrios de Población y de Santo Tomás;
al este con los barrios de  Balogo  y de San José de Oro;
al norte y al oeste con el barrio de Malduldulón.

### Demografía
El barrio de Mauringuen contaba en mayo de 2010 con una población de 1.006 habitantes.

## Historia
La misión de Dumarán formaba parte de la provincia española de  Calamianes, una de las 35 del archipiélago Filipino, en la parte llamada de Visayas. Pertenecía a la audiencia territorial  y Capitanía General de Filipinas, y en lo espiritual a la diócesis de Cebú.